# Emissione stimolata

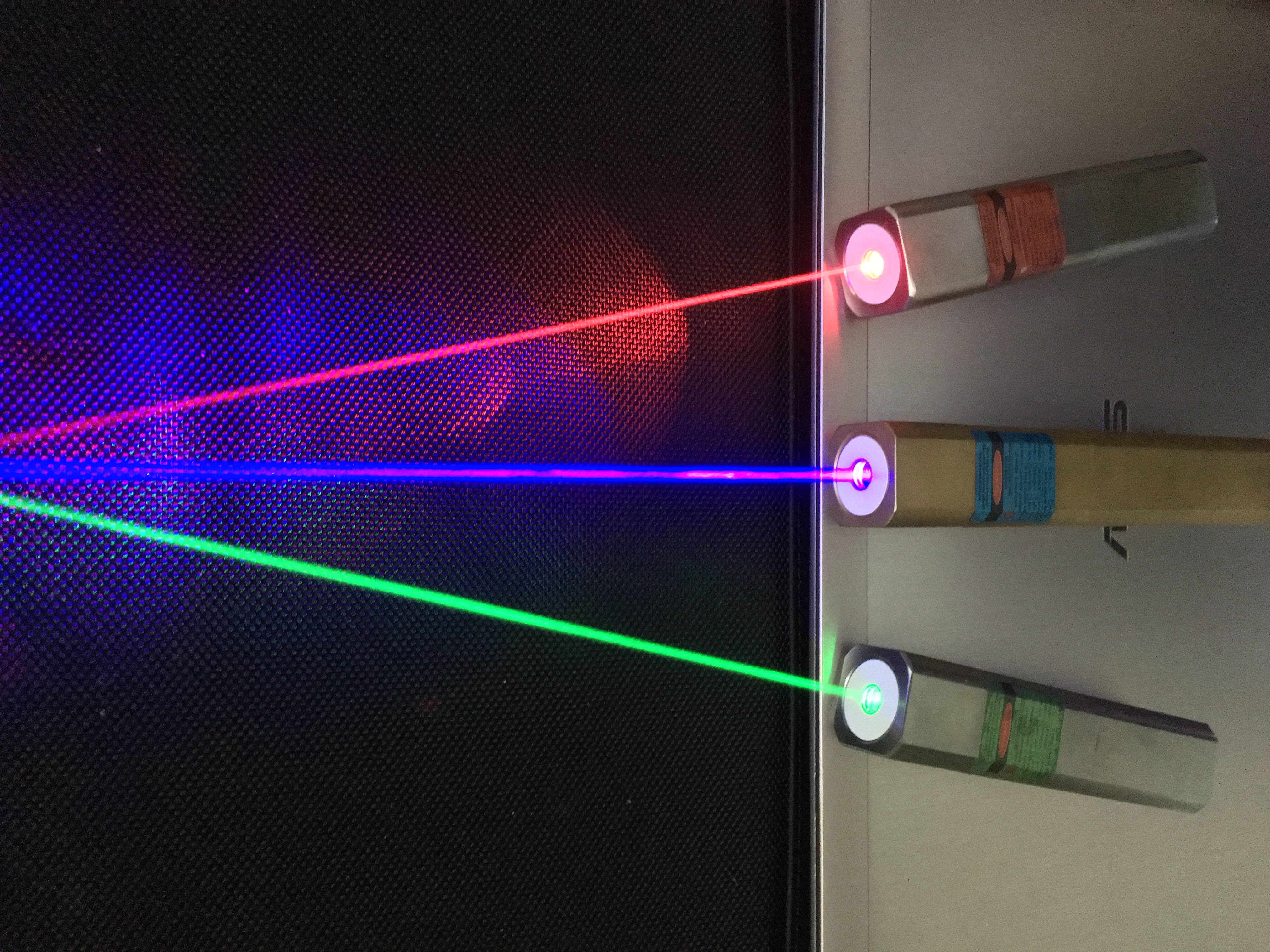
Emissione stimolata (Laser)

Si dice emissione stimolata il fenomeno quantistico per cui la radiazione elettromagnetica, oltre che eccitare un sistema, può anche stimolarne la diseccitazione.
Se si applica la teoria perturbativa dipendente dal tempo ad un sistema a due livelli infatti si ottiene che la probabilità di transizione fra i due livelli è pari al 100% quando l'energia della radiazione incidente è pari alla differenza di energia fra i due livelli; se il sistema si trovava sul suo stato fondamentale si ha un fenomeno di assorbimento risonante della radiazione ovvero l'onda viene assorbita ed il sistema si eccita; se, al contrario, il sistema era già eccitato si disecciterà emettendo radiazione elettromagnetica alla stessa frequenza, e nella stessa direzione, di quella incidente. Questo fenomeno è alla base del funzionamento dei laser e dei maser.